# 稻草人論證
稻草人論證（英語：straw man）或稻草人謬誤、攻擊稻草人、刺稻草人、打稻草人、虚空打靶，是曲解對方的論點，針對曲解後的論點（替身稻草人）攻擊，再宣稱已推翻對方論點的論證方式，是一種非形式謬誤。
稻草人論證有時會和「偷換主題」、「偷換概念」混稱，但嚴格而言未必相等：
经典的稻草人谬误体现在以下的论证模式中：
1. 发言人1 断言了 命题X
2. 发言人2 抛出一个 命题Y 作为对 发言人1 论点的理解，X与Y之间表面上相似但本质上完全不同
3. 发言人2 反对 命题Y，并通过对反对 命题Y 的论证来替代反对 命题X 的论证

这种推理是一种相关性谬误：它歪曲了对方的立场，而未能有效地提出针对原命题的论据。作为一种常见的逻辑谬误，稻草人谬误在辩论中被频繁的使用，尤其是当议题涉及到高度情绪化的话题时。

## 由來
在一些格鬥訓練中，會以稻草人作為假想敵，練習向它作出攻擊，無論攻擊再怎麼猛烈，被擊倒的都只是替身，真正想攻擊的對象並未受到攻擊。以猛烈炮火攻擊一個假想的論點就像「打稻草人」一樣。
稻草人谬误这一术语虽然源远流长，自亚里士多德时代就有其原型，但并没有一个确切的首次使用者。它起源于古典修辞学和逻辑学传统，而现代术语形式“稻草人”在20世纪中期开始广泛流行。最早明确使用“稻草人”来指称这种逻辑谬误的文献出现于20世纪40年代至50年代的英语哲学与辩论文献中。
早在19世纪，英国逻辑学家理查德·瓦斯利已经在讲述“反驳被歪曲的论点”时，描述了类似的谬误形式，尽管他没有直接使用“稻草人”这一术语，但能够被视为一例“稻草人谬误”的逻辑原型。加拿大学者道格拉斯-尼尔-沃尔顿指出该术语“稻草人”作为标准逻辑谬误术语的广泛使用，主要形成于1950年代以后。美国学者T. 爱德华-戴默于1980年出版的著作《反驳谬误推理：构建无谬误观点的指南》是现代教材中最系统地定义和推广“稻草人谬误”的著作之一。

## 示例

### 不要讓小孩亂跑
- 甲：「我認為孩童不應該往大街上亂跑。」
- 乙：「把小孩关起來，不讓他們呼吸新鮮空氣，那真是太愚蠢了。」

除了把小孩關起來以外，顯然還有許多方法讓孩童出門而不在大街上亂跑，因而前者無法推理出後者。乙攻擊的論點「應該把小孩關起來」是甲從未提出的，也無法從甲提出的論點推理出來，只是個稻草人，和甲的真正論點毫無關係。

### 支持性交易合法與買春
- 甲：你支持性交易合法化嗎？
- 乙：支持啊。
- 甲：你果然買春過！

甲把「支持性交易合法化」曲解成「買春過」，然而兩者並無必然關係。

### 道路建設
在澳大利亞廣播公司的節目Counterpoint上，一個有關建造更多道路和交通擠塞的討論中，出現了以下一個稻草人論證的例子：

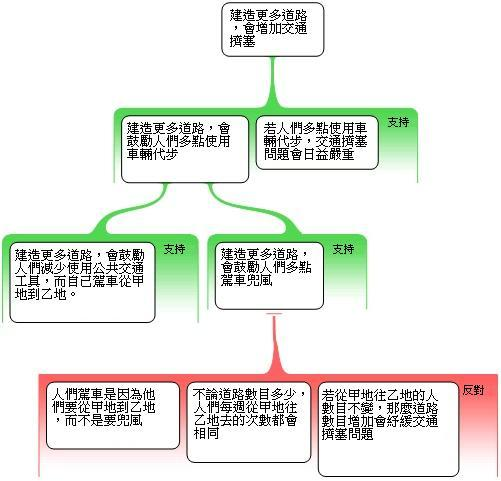
打稻草人示意圖

在左方的例子中，支持引理「建造更多道路，會鼓勵人們多點使用車輛代步」的最強原因是前提「建造更多道路，會鼓勵人們減少使用公共交通工具，而自己駕車從甲地往乙地」。可是，反對者轉移視線，把矛頭直指向「建造更多公路，會鼓勵人們多點駕車兜風」這個相對地較弱的前提。透過錯誤引導，反對者駁倒對方論點，使對方遭受質疑。

### 無君無父
楊氏為我，是無君也；墨氏兼愛，是無父也；無父無君，是禽獸也。

顧及自己的「為我」不代表「無君」，也就是不顧及君王和他人；顧及天下所有人的「兼愛」不代表「無父」，也就是不顧及自己的父母；將他人的主張擅自解釋為「無父無君」，之後再對「無父無君」這點進行攻擊，就是打稻草人。另外說持有某類主張的人為「禽獸」可能涉及人身攻擊。

### 某药品无效
甲：根据对照组实验数据，某药品对缓解流感症状有一定的疗效，少见不良反应。

乙：可是这种药并不能预防流感，实验数据也是弄虚作假得出的，因此这种药的药效不可信。

乙将“治疗”曲解成“预防”，但某药品批准的用途可能并没有预防流感这一作用，即使是不能“预防”流感也未必影响药物对流感的“治疗”作用。

### 民主不是萬能藥
甲：我支持民主，因為它保障了人民的基本權利和自由，讓每個人都有參與政治決策的機會。

乙：民主不是萬能藥！我們的繁榮穩定得靠祖國的堅實支持，不能搞亂了社會，損害了發展。

甲的主張並不是說「民主能解決所有問題」或「民主是一個萬能的、能立即帶來完美結果的制度」，而是強調民主對保障基本權利、促進公民參與等方面的價值。乙卻把甲的主張誇張為「認為民主是萬能的解藥」，然後針對這個誇張後的「萬能藥」論點進行批評（如「不是萬能藥」「會搞亂社會」等），卻沒有直接回應民主如何在實際中保護權利或帶來參與機會。這正是典型的稻草人：先把原論點變形，然後攻擊變形後更極端或更薄弱的版本。
就像感冒患者聽到醫生建議服用感冒藥後反駁「感冒藥不是萬能藥所以不吃」，把醫生原本說「可緩解症狀」的具體用途誇張為「認為它能治癒所有疾病、解決一切健康問題」，再依此理由否定。

## 外部連結
- （英文） Logical Fallacy: Straw Man （页面存档备份，存于）
- （英文） Fallacy: Straw Man （页面存档备份，存于）